# E.J. Liddell
Eric Liddell jr., detto E.J. (Belleville, 18 dicembre 2000), è un cestista statunitense, professionista nella NBA con i Chicago Bulls.

## Carriera
Dopo aver trascorso tre stagioni con gli Ohio State Buckeyes, nel 2022 si dichiara per il Draft NBA, venendo selezionato con la quarantunesima chiamata dai New Orleans Pelicans, che lo firmano con un two-way contract. L'11 luglio riporta la rottura del legamento crociato anteriore del ginocchio destro, che lo costringe a saltare l'intera stagione; il 6 luglio 2023 si lega con un pluriennale al club della Louisiana.

## Statistiche

### College
| Anno      | Squadra             | PG | PT | MP   | TC%  | 3P%  | TL%  | RP  | AP  | PRP | SP  | PP   |
| --------- | ------------------- | -- | -- | ---- | ---- | ---- | ---- | --- | --- | --- | --- | ---- |
| 2019-2020 | Ohio State Buckeyes | 31 | 0  | 16,6 | 46,4 | 19,2 | 71,8 | 3,8 | 0,5 | 0,4 | 0,9 | 6,7  |
| 2020-2021 | Ohio State Buckeyes | 29 | 29 | 29,4 | 47,4 | 33,8 | 74,6 | 6,7 | 1,8 | 0,7 | 1,1 | 16,2 |
| 2021-2022 | Ohio State Buckeyes | 32 | 32 | 33,2 | 49,0 | 37,4 | 76,5 | 7,9 | 2,5 | 0,6 | 2,6 | 19,4 |
| Carriera  | Carriera            | 92 | 61 | 26,4 | 48,0 | 34,1 | 74,9 | 6,1 | 1,6 | 0,5 | 1,6 | 14,1 |

### NBA

#### Regular season
| Anno      | Squadra       | PG | PT | MP  | TC%  | 3P%  | TL% | RP  | AP  | PRP | SP  | PP  |
| --------- | ------------- | -- | -- | --- | ---- | ---- | --- | --- | --- | --- | --- | --- |
| 2023-2024 | N.O. Pelicans | 8  | 0  | 2,9 | 16,7 | 0,0  | 100 | 0,6 | 0,1 | 0,3 | 0,3 | 0,5 |
| 2024-2025 | Chicago Bulls | 12 | 0  | 4,4 | 53,3 | 30,0 | 100 | 0,8 | 0,3 | 0,1 | 0,1 | 1,8 |
| Carriera  | Carriera      | 20 | 0  | 3,8 | 42,9 | 20,0 | 100 | 0,7 | 0,2 | 0,2 | 0,2 | 1,3 |

#### Play-off
| Anno     | Squadra       | PG | PT | MP  | TC% | 3P% | TL% | RP  | AP  | PRP | SP  | PP  |
| -------- | ------------- | -- | -- | --- | --- | --- | --- | --- | --- | --- | --- | --- |
| 2024     | N.O. Pelicans | 1  | 0  | 3,0 | -   | -   | -   | 1,0 | 0,0 | 0,0 | 0,0 | 0,0 |
| Carriera | Carriera      | 1  | 0  | 3,0 | -   | -   | -   | 1,0 | 0,0 | 0,0 | 0,0 | 0,0 |

### G League
| Anno      | Squadra          | PG | PT | MP   | TC%  | 3P%  | TL%  | RP  | AP  | PRP | SP  | PP   |
| --------- | ---------------- | -- | -- | ---- | ---- | ---- | ---- | --- | --- | --- | --- | ---- |
| 2023-2024 | Birm. Squadron   | 29 | -  | 26,3 | 50,4 | 27,0 | 78,7 | 7,9 | 1,6 | 0,6 | 1,8 | 17,4 |
| 2024-2025 | Windy City Bulls | 36 | -  | 31,7 | 47,3 | 37,1 | 67,1 | 6,4 | 2,3 | 0,7 | 2,3 | 15,2 |
| Carriera  | Carriera         | 65 | -  | 29,3 | 48,8 | 33,0 | 72,6 | 7,1 | 2,0 | 0,7 | 2,1 | 16,2 |